# Ghatta Halli, Kolar
Ghatta Halli là một làng thuộc tehsil Kolar, huyện Kolar, bang Karnataka, Ấn Độ.